# 共公 (燕)
共公（きょうこう、生年不詳 - 紀元前524年）は、春秋時代の燕の君主。悼公の後を受けて燕国の君主となった。在位5年。